# 콜 해멀스
콜버트 마이클 해멀스(Colbert Michael Hamels, 1983년 12월 27일 ~ )는 미국의 야구 선수로, 현재 미국 메이저 리그 애틀랜타 브레이브스의 선수이다. 2006년에서 2015년까지 필라델피아 필리스에서 뛰었으며 2008년에 팀을 월드시리즈 우승으로 이끌며 월드시리즈 MVP를 수상했다.